# Доктор Дулиттл
Доктор Дули'ттл (англ. Doctor Dolittle) — главный герой серии детских книг Хью Лофтинга.
Замысел книг о докторе Дулиттле возник у Хью Лофтинга во время Первой мировой войны, когда он участвовал в боевых действиях во Фландрии и Франции. В письмах Лофтинга родным, которые он писал в окопах, появляются первые рисунки с изображением доброго доктора, как альтернатива окружающей действительности, которая, по словам Лофтинга, была или слишком ужасна, или слишком скучна. Этот доктор получил весьма «говорящее» имя «Do-Little» («делать малое»), а в 1920 году выходит в свет первая книга серии — История  доктора Дулиттла. Доктор Дулиттл — врач, который живёт в вымышленном селе Падлби-на-Болоте в Юго-Западной Англии. Он лечит животных и умеет разговаривать на их языках, а позже становится учёным-натуралистом, который использует свои способности разговаривать с животными, чтобы лучше понять природу и мировую историю. По оценкам некоторых литературоведов, прототипом доктора послужил знаменитый шотландский хирург XVIII века Джон Хантер.
Действие книги История доктора Дулиттла разворачивается в Англии, приблизительно в 1819 или 1820 году, хотя из предыстории становится ясно, что доктор Дулиттл уже в 1809 году совершил путешествие на Северный полюс и в это время говорил с животными на их языках. У доктора Дулиттла есть несколько близких друзей, среди которых как люди — Томми Стаббинс и Мэтью Магг, так и животные — попугай Полинезия, поросёнок Габ-Габ, собака Джип, утка Даб-Даб, обезьяна Чи-Чи, сова Ту-Ту, Тянитолкай, и белая мышь, позже названная просто «Уайти».
Вслед за первой книгой о докторе Дулиттле вышла вторая — Путешествия доктора Дулиттла (1922), сиквел предыдущей, которая имела такой успех у читателей, что была удостоена в 1923 году медали Ньюбери — литературной премии США за лучшее произведение для детей. За ними последовали остальные книги серии, которые были изданы в основном при жизни Лофтинга, ещё три книги серии о докторе Дулиттле вышли посмертно.

## Произведения о докторе Дулиттле
1. История доктора Дулиттла (англ. The Story of Doctor Dolittle, 1920)
2. Путешествия доктора Дулиттла (англ. The Voyages of Doctor Dolittle, 1922)
3. Почта доктора Дулиттла (англ. Doctor Dolittle's Post Office, 1923)
4. Цирк  доктора Дулиттла (англ. Doctor Dolittle's Circus, 1924)
5. Зоопарк доктора Дулиттла (англ. Doctor Dolittle's Zoo, 1925)
6. Опера доктора Дулиттла (англ. Doctor Dolittle's Caravan, 1926)
7. Парк доктора Дулиттла (англ. Doctor Dolittle's Garden, 1927)
8. Доктор Дулиттл на  Луне (англ. Doctor Dolittle in the Moon, 1928)
9. Возвращение доктора Дулиттла (англ. Doctor Dolittle's Return, 1933)
10. Ежедневник доктора Дулиттла (англ. Doctor Dolittle's Birthday Book, 1936)
11. Доктор Дулиттл и тайное озеро (англ. Doctor Dolittle and the Secret Lake, 1948)
12. Доктор Дулиттл и зелёная канарейка (англ. Doctor Dolittle and the Green Canary, 1950)
13. Приключения доктора Дулиттла в Падлби (англ. Doctor Dolittle's Puddleby Adventures, 1952).

К этому циклу произведений примыкает также Кухонная энциклопедия поросёнка Габ-Габа (англ. Gub-Gub's Book, An Encyclopaedia of Food, 1932) — книга, написанная в форме рассказа помощника доктора Дулиттла Томми Стаббинса, который пересказывает свои беседы с поросёнком Габ-Габом по различным вопросам кулинарии. Стаббинс поясняет, что полная версия кухонной энциклопедии Габ-Габа представляет собой огромный набор каракулей, написанных поросёнком на поросячьем языке, который изобрёл доктор Дулиттл, и её было бы слишком долго переводить на английский язык.

## Экранизации
Истории о докторе Дулиттле были многократно экранизированы и поставлены в театре.
- Первый короткометражный немой анимационный фильм на немецком — Doktor Dolittle und seine Tiere («Доктор Дулиттл и его звери») был снят в 1928 году Лоттой Райнигер;
- В 1933—1934 годах NBC выпустила цикл радиопередач о докторе Дулиттле;
- 1967 — «Доктор Дулиттл» — музыкальный фильм, в главной роли Рекс Харрисон;
- 1970—1972 — телевизионный мультсериал «Доктор Дулиттл»;
- в 1970-х годах на сюжет о докторе Дулиттле была поставлена пьеса Ольги Фрикер, сестры третьей жены Х.Лофтинга Жозефины Фрикер;
- 1998 — «Доктор Дулиттл» — фильм режиссёра Бетти Томас, ремейк одноимённого музыкального фильма 1967 года;
- 2001 — «Доктор Дулиттл 2» — комедия режиссёра Стива Карра, сиквел фильма 1998 года;
- 2011 — не имевший успеха анимационный фильм «Путешествия молодого доктора Дулиттла», с участием Джейн Сеймур, Джейсона Александера и Тима Карри.
- 2020 — «Удивительное путешествие доктора Дулиттла» — фильм с Робертом Дауни-младшим в главной роли.

## На других языках
Цикл произведений советского писателя Корнея Чуковского о докторе Айболите написан по мотивам рассказов о докторе Дулиттле, как упоминал К. Чуковский в своих мемуарах. При этом прототипом самого доктора Айболита для Чуковского послужил живший в Вильнюсе еврейский врач и общественный деятель Цемах Шабад.
Норвежский писатель Турбьёрн Эгнер в 1954 году перевёл «Доктора Дулиттла» на норвежский, а также выпустил альбом Doktor Dyregod, в основу которого положены истории о докторе Дулиттле.
Все книги серии о докторе Дулиттле перевёл на японский язык Масудзи Ибусэ.